# Charlotte Elliott (poeta)
Charlotte Elliott (Clapham, 18 de marzo de 1789 - 22 de septiembre de 1871) fue una poeta inglesa y escritora de himnos. Escribió alrededor de 150 himnos y poemas durante su vida, de los cuales, el más conocido es Tal Como Soy , que ha sido traducido a numerosos idiomas e incluido en la mayoría de los himnarios cristianos.
Nació en el seno de una familia anglicana como la hija del comerciante de seda Charles Elliott y su esposa Eling Venn. De débil contextura física, manifestó,
sin embargo, desde temprano una gran imaginación e intelecto, interesándose por múltiples artes tales como pintura, poesía y música. Vivió durante sus primeros años en su pueblo natal, mudándose más tarde, en 1823 a Brighton. Al entrar en la treintena, le sobrevino una grave enfermedad que la dejó inválida por el resto de su vida y la obligó a confinarse en su casa, lo que la hundió en la depresión.